# كارلوس زاراتي فرنانديز
كارلوس زاراتي فرنانديز (بالإسبانية: Carlos Zárate Fernández)‏ (و. 1980  م) هو راكب دراجة هوائية إسباني، ولد في بورتولانو، سيوداد ريال.

## سباقات أو مراحل فاز بها
| التاريخ       | السباق                 | المركز                 |
| ------------- | ---------------------- | ---------------------- |
| 08 أبريل 2005 | طواف إقليم الباسك 2005 | الثامن في تصنيف الجبال |

## روابط خارجية
- كارلوس زاراتي فرنانديز على موقع الاتحاد الدولي للدراجات (الإنجليزية)
- كارلوس زاراتي فرنانديز على موقع أرشيف الدراجات (الإنجليزية)
- كارلوس زاراتي فرنانديز على موقع إحصائيات الدراجات الإحترافية (الإنجليزية)
- كارلوس زاراتي فرنانديز على موقع نسبة الدراجات (الإنجليزية)
- كارلوس زاراتي فرنانديز على موقع CycleBase (الإنجليزية)